# Rudnikowskaja (przystanek kolejowy)
Rudnikowskaja (ros. Рудниковская) – przystanek kolejowy w miejscowości Fosforitnyj, w rejonie woskriesienskim, w obwodzie moskiewskim, w Rosji. Położony jest na Wielkim Pierścieniu Kolei Moskiewskiej.